# San Antonio de Litín
San Antonio de Litín é um município da província de Córdova, na Argentina.